# Franz Welser-Möst
Franz Leopold Maria Möst (nascut el 16 d'agost de 1960), conegut professionalment com a Franz Welser-Möst, és un director d'orquestra austríac. Actualment és director musical de l'Orquestra de Cleveland.

## Biografia
Franz Leopold Maria Möst va néixer a Linz, Àustria, en el si d'una família molt musical. Va assistir al Gimnàs musical de Linz. Allà, Balduin Sulzer es va adonar del seu talent i es va convertir en el seu principal professor i promotor. Möst va estudiar composició i violí. Malgrat això, la lesió provocada per un greu accident de cotxe el 1978 va acabar amb els seus plans de dur a terme una carrera com a violinista. Des de llavors es va dedicar completament a la direcció i va estudiar de 1980 a 1984 a Múnic.
El 1985, Möst va assumir el nom artístic de Welser-Möst pel suggeriment del seu mentor, el baró Andreas von Bennigsen de Liechtenstein, amb la qual cosa homenatjava la ciutat de Wels on va créixer. El 1986 va ser adoptat per Bennigsen. El 1992, Welser-Möst es va casar amb l'antiga esposa de Bennigsen, Angelika.Debutà el 1985 al capdavant de l'Orquestra Simfònica de Norrköping, i el mateix any actuà per primer cop al Festival de Salzburg. L'any 1986 dirigí l'Orquestra Filharmònica de Londres (LPO), de la qual n'esdevingué titular entre el 1990 i el 1996. La seva estada a la LPO va ser controvertida, amb crítics londinencs que li van donar el sobrenom de Frankly Worse than Most.
De 1995 a 2000 fou director musical de l'Òpera de Zúric. Es va convertir en director general musical de l'Òpera de Zúric el setembre de 2005, amb un compromís original amb l'Opera fins al 2011. No obstant això, va abandonar el càrrec de Zúric el juliol de 2008, després d'haver acceptat de treballar en el mateix càrrec a l'Òpera de l'Estat de Viena.
Als Estats Units, Welser-Möst feu el seu debut amb l'Orquestra Simfònica de Saint-Louis el 1989. Va dirigir per primera vegada l'Orquestra de Cleveland al febrer de 1993. Welser-Möst es va convertir en director musical de l'Orquestra de Cleveland a la temporada 2002-2003, per un període inicial de cinc anys. Al final de la seva primera temporada, el seu contracte es va ampliar per cinc anys més. El juny de 2008, l'orquestra va anunciar una nova extensió del seu contracte amb l'Orquestra de Cleveland durant la temporada 2017/2018. A l'octubre de 2014, l'orquestra va anunciar una extensió addicional del contracte amb l'Orquestra de Cleveland fins a la temporada 2021-2022.
Welser-Most dirigí per primera vegada l'Òpera Estatal de Viena el 1987, com a substitut de Claudio Abbado en la producció de Gioachino Rossini L'italiana in Algeri. El 6 de juny de 2007, el govern austríac va anunciar el nomenament de Welser-Möst com a Generalmusikdirektor de l'Òpera Estatal de Viena, a partir de setembre de 2010, al costat de Dominique Meyer com a director (Staatsoperndirektor).Al setembre de 2014, va anunciar la seva renúncia de l'Òpera Estatal de Viena, efectiva immediatament.
Welser-Möst és membre honorari de l'Associació de Cantants Vienesos.Va dirigir el Concert de Cap d'Any de la Filharmònica de Viena el 2011i el 2013.
Al Festival de Salzburg el 2015 va dirigir Fidelio i Der Rosenkavalier, el 2016 Die Liebe der Danae i el 2017 l'obra Lear d'Aribert Reimann. A La Scala, el 2016, Franz Welser-Möst es va fer càrrec de la direcció de Le nozze di Figaro.
A la temporada 2017/18 va dirigir la Staatskapelle Dresden, l'Orquestra Simfònica de la Ràdio de Baviera i l'Orquestra Reial del Concertgebouw. Al Festival de Salzburg el 2018, va esdevenir director musical al drama musical Salomé de Richard Strauss de 1905.

## Enregistraments
Durant la seva etapa amb la LPO, Welser-Möst havia establert un contracte d'enregistrament exclusiu amb EMI. El seu enregistrament de 1996 de la Simfonia núm. 4 de Franz Schmidt va rebre el Premi Gramophone al millor enregistrament orquestral. Els CD de la Missa núm. 3 d'Anton Bruckner i el Te Deum i les obres d'Erich Wolfgang Korngold van rebre nominacions als Premis Grammy per al "Millor àlbum clàssic".
EMI va assolir un acord similar amb Welser-Möst per enregistrar actuacions a l'Òpera de Zúric i ha publicat diversos DVD de les seves produccions d'òpera de Zúric. El 2008 EMI va tornar a publicar molts dels enregistraments anteriors de Welser-Möst en un set de vuit CD. L'octubre de 2007, Deutsche Grammophon va llançar al mercat la primera gravació comercial de Welser-Möst amb l'Orquestra de Cleveland: la Simfonia núm. 9 de Beethoven, incloent el baix alemany René Pape entre els solistes. Aquest enregistrament va ser seguit aviat per un disc de lieder de Richard Wagner interpretat per l'orquestra i la solista Measha Brueggergosman. També s'han publicat diversos DVD, incloent les simfonies setena i vuitena de Bruckner, a Severance Hall i la cinquena i la quarta a l'Abadia de Sant Florià, prop de Linz, on està enterrat Anton Bruckner.